# 二十里店镇 (呼图壁县)
二十里店镇，是中华人民共和国新疆维吾尔自治区昌吉回族自治州呼图壁县下辖的一个乡镇级行政单位。

## 行政区划
二十里店镇下辖以下地区：
社区、宁州户村、小土古里村、东滩村、十四户村、下头工村、上头工村、四工村和二十里店村。